# Терборн, Йоран
Йоран Терборн (швед. Göran Therborn; род. 23 сентября 1941, Кальмар, Швеция) — профессор социологии в Кембриджском университете, является одним из наиболее цитируемых современных социологов, представитель постмарксизма.

## Биография
С 2006 года возглавлял кафедру социологии в Кембридже, а в 2010 году вышел на пенсию, но все еще преподает модуль MPhil. Он работал на всех населенных континентах мира. Работы Терборна были опубликованы как минимум на двадцати четырех языках. Он является приверженцем всеобщей свободы и равенства, сторонником антиимпериалистических и эгалитарных общественных движений. В основном работает над глобальными исследованиями, такими как семейно-половые и гендерные отношения, неравенство, пути к современности, города и власть, формирование среднего класса. В настоящее время он проживает в Юнгбихольме, на юго-востоке Швеции.

## Сочинения
- Мир: Руководство для начинающих = The World: A Beginner’s Guide. / Пер. с англ. Е. М. Горбуновой, Л. Г. Титаренко; под науч. ред. С. М. Гавриленко. — М.: Изд. дом Высшей школы экономики, 2015. — 336 с. — (Социальная теория)
- Города власти. Город, нация, народ, глобальность = Cities of power. — М.: Изд. дом Высшей школы экономики, 2020. — 650 с. — (Политическая теория). — ISBN 978-5-7598-2093-2
- От марксизма к постмарксизму? = From Marxism to Post-Marxism? / Пер. с англ. Н. Афанасова; науч. ред. и предисл. А. Павлова. — М.: Изд. дом Высшей школы экономики, 2021. — 256 с. — (Политическая теория). — ISBN 978-5-7598-2319-3